# Chadi Riad
Chadi Riad (Palma di Maiorca, 17 giugno 2003) è un calciatore marocchino, difensore del Crystal Palace e della nazionale marocchina.

## Carriera

### Club
Giovanili,Barcellona e prestito al Betis
Nato a Palma di Maiorca da genitori marocchini, ha giocato con CD Atlético Rafal, Maiorca (in due periodi), e CD San Francisco prima di firmare un contratto di tre anni con il Barcellona nel febbraio 2019, effettivo da luglio.
Nel 2020 si è trasferito al Sabadell per un anno in prestito, prima di essere assegnato alla squadra Juvenil A Ha fatto il suo esordio il 16 dicembre partendo titolare nella vittoria per 2-0 contro l'Ibiza Islas Pitiusas in Coppa del Re.
Il debutto in Segunda División è arrivato l'11 gennaio 2021, quando ha sostituito Aleix Coch in una vittoria per 1-1 contro il Lugo.
Il 5 luglio 2022 ha rinnovato il suo contratto con il Barça fino al 2024 ed è stato promosso nel Barcelona b in Primera Federación. Ha segnato il gol partita nel primo incontro della stagione il 27 agosto contro il Castellón.
Ha fatto il suo debutto in prima squadra, e nella Liga, con il Barcellona l'8 novembre 2022 rimpiazzando Pedri nel successo per 2-1 contro l'Osasuna. È stato titolare inamovibile nella squadra di Rafael Márquez in Primera Federación segnando 3 gol in 37 partite mancando però la promozione.
Il 26 luglio 2023 si è unito al Betis in prestito con diritto di riscatto fissato a 9 milioni di euro. Trova spazio e gioca una stagione positiva da titolare,al termine della stagione il Real Betis lo riscatta a titolo definitivo.
Crystal Palace
Dal 1 Luglio si trasferisce al Crystal Palace per 15 milioni di euro,realizzando cosi il suo sogno di giocare in Premier League.

### Nazionale
Riad ha rappresentato il Marocco Under-20 nel 2022, segnando in un'amichevole contro la Romania il 29 marzo. Il 13 marzo 2023 è stato convocato dall'allenatore della prima squadra Walid Regragui per amichevoli contro il Brasile ed il Peru.
Ha anche giocato con la nazionale Under-23 nella Coppa d'Africa U-23 giocando in due incontri.
Convocato per la Coppa d'Africa 2023, l'11 gennaio 2024 esordisce in nazionale maggiore nel successo per 3-1 in amichevole contro la Sierra Leone.
L'11 giugno 2024 realizza la sua prima rete con la massima selezione marocchina nel successo per 6-0 contro la Rep. del Congo.

## Statistiche

### Presenze e reti nei club
Statistiche aggiornate al 20 ottobre 2023.
| Stagione        | Squadra         | Campionato      | Campionato | Campionato | Coppe nazionali | Coppe nazionali | Coppe nazionali | Coppe continentali | Coppe continentali | Coppe continentali | Altre coppe | Altre coppe | Altre coppe | Totale | Totale | Totale |
| Stagione        | Squadra         | Comp            | Pres       | Reti       | Comp            | Pres            | Reti            | Comp               | Pres               | Reti               | Comp        | Pres        | Reti        | Pres   | Reti   |        |
| --------------- | --------------- | --------------- | ---------- | ---------- | --------------- | --------------- | --------------- | ------------------ | ------------------ | ------------------ | ----------- | ----------- | ----------- | ------ | ------ | ------ |
| 2020-2021       | Sabadell        | SD              | 1          | 0          | CR              | 1               | 0               |                    | -                  | -                  |             | -           | -           | 2      | 0      |        |
| 2021-2022       | Barcellona B    | PDD RFEF        | 0          | 0          |                 | -               | -               |                    | -                  | -                  |             | -           | -           | 0      | 0      |        |
| 2022-2023       | Barcellona B    | PDD RFEF        | 37         | 3          |                 | -               | -               |                    | -                  | -                  |             | -           | -           | 37     | 3      |        |
| 2022-2023       | Barcellona      | PD              | 1          | 0          | CR              | 0               | 0               | UEL                | 0                  | 0                  |             | -           | -           | 1      | 0      |        |
| 2023-2024       | Betis           | PD              | 5          | 0          | CR              | 0               | 0               | UEL                | 0                  | 0                  |             | -           | -           | 5      | 0      |        |
| Totale carriera | Totale carriera | Totale carriera | 44         | 3          |                 | 1               | 0               |                    | 0                  | 0                  |             | -           | -           | 45     | 3      |        |

### Cronologia presenze e reti in nazionale
| Cronologia completa delle presenze e delle reti in nazionale ― Marocco | Cronologia completa delle presenze e delle reti in nazionale ― Marocco | Cronologia completa delle presenze e delle reti in nazionale ― Marocco | Cronologia completa delle presenze e delle reti in nazionale ― Marocco | Cronologia completa delle presenze e delle reti in nazionale ― Marocco | Cronologia completa delle presenze e delle reti in nazionale ― Marocco | Cronologia completa delle presenze e delle reti in nazionale ― Marocco | Cronologia completa delle presenze e delle reti in nazionale ― Marocco |
| Data                                                                   | Città                                                                  | In casa                                                                | Risultato                                                              | Ospiti                                                                 | Competizione                                                           | Reti                                                                   | Note                                                                   |
| ---------------------------------------------------------------------- | ---------------------------------------------------------------------- | ---------------------------------------------------------------------- | ---------------------------------------------------------------------- | ---------------------------------------------------------------------- | ---------------------------------------------------------------------- | ---------------------------------------------------------------------- | ---------------------------------------------------------------------- |
| 11-1-2024                                                              | San-Pédro                                                              | Marocco                                                                | 3 – 1                                                                  | Sierra Leone                                                           | Amichevole                                                             | -                                                                      |                                                                        |
| 26-3-2024                                                              | Agadir                                                                 | Marocco                                                                | 0 – 0                                                                  | Mauritania                                                             | Amichevole                                                             | -                                                                      |                                                                        |
| 11-6-2024                                                              | Agadir                                                                 | Marocco                                                                | 6 – 0                                                                  | Rep. del Congo                                                         | Qual. Mondiali 2026                                                    | 1                                                                      |                                                                        |
| Totale                                                                 |                                                                        | Presenze                                                               | 3                                                                      |                                                                        | Reti                                                                   | 1                                                                      |                                                                        |

## Palmarès

### Club

#### Competizioni nazionali
- Coppa d'Inghilterra: 1

Crystal Palace: 2024-2025
- Community Shield: 1

Crystal Palace:2025